# Curetis aurantiaca
Curetis aurantiaca är en fjärilsart som beskrevs av Hans Fruhstorfer 1900. Curetis aurantiaca ingår i släktet Curetis och familjen juvelvingar. Inga underarter finns listade i Catalogue of Life.